# Distrito de Sălaj
Sălaj (en húngaro: Szilágy) es un distrito (județ) del noroeste de Rumania, al oeste de la región histórica de Transilvania. La ciudad capital es Zalău.

## Fronteras
- Distrito de Bihor al oeste.
- Distritos de Maramureş y Satu Mare al norte.
- Distrito de Cluj al este y sur.

## Demografía
Sălaj tenía una población de 248,015 (2002) y la densidad de la misma fue de 64/km².
- Rumanos - 71.25%[1]
- Húngaros - 23%
- Romanos - 5%
- Eslovacos - 0.5%
- Otros - 0.15%

| Año  | Población |
| ---- | --------- |
| 1948 | 262,580   |
| 1956 | 271,989   |
| 1966 | 263,103   |
| 1977 | 264,569   |
| 1992 | 266,797   |
| 2002 | 248,015   |

## Geografía
Este distrito tiene un área total de 3,864 km².
Está situado entre los Montes Apuseni y Montes Cárpatos conocidos como el estrado del río Someş. El distrito se halla cruzado por el río Someş. Algunos de los ríos más pequeños son Crasna, Barcău, Almaş, Agrij y Sălaj.

## Economía
Las principales fábricas de la región son:
- Máquinas y componentes automotrices.
- Textil
- Madera, mobiliario y papel.

## Turismo
Las principales atracciones turísticas son:
- Museos en Zalău y Şimleu Silvaniei
- Numerosas iglesias de madera procedentes del siglo XVI hasta el siglo XIX halladas en Fildu de Sus, Sânmihaiu Almaşului, Baica, Racâş; se cuentan hasta setenta y siete iglesias.
- Los castillos en Jibou y Şimleu Silvaniei
- Las ruinas romanas de Porolissum.

## Divisiones administrativas
El distrito cuenta con un municipio, tres poblados y noventa comunas.

### Municipios
La capital: Zalău que cuenta con una población de 62.927 (2002).

### Poblaciones
- Cehu Silvaniei
- Jibou
- Şimleu Silvaniei

### Comunas
- Agrij
- Almaşu
- Băbeni
- Bălan
- Bănişor
- Benesat
- Bobota
- Bocşa
- Boghiş
- Buciumi
- Camăr
- Carastelec
- Chieşd
- Cizer
- Coşeiu
- Crasna
- Creaca
- Crişeni
- Cristolţ
- Cuzăplac
- Dobrin
- Dragu
- Fildu de Jos
- Gâlgău
- Gârbou
- Halmăşd
- Hereclean
- Hida
- Horoatu Crasnei
- Ileanda
- Ip
- Letca
- Lozna
- Măerişte
- Marca
- Meseşenii de Jos
- Mirşid
- Năpradea
- Nuşfalău
- Pericei
- Plopiş
- Poiana Blenchii
- Românaşi
- Rus
- Sălăţig
- Sâg
- Sânmihaiu Almaşului
- Someş-Odorhei
- Surduc
- Şamşud
- Şărmăşag
- Şimişna
- Treznea
- Valcău de Jos
- Vârşolţ
- Zalha
- Zimbor

## Pueblos
Lista de pueblos en el distrito Sălaj:
- Giurtelecu Şimleului

## Páginas de interés
- http://www.cjsj.ro/
- http://www.prefecturasalaj.ro/ Archivado el 7 de agosto de 2020 en Wayback Machine.